# Észak-Korea zenéje

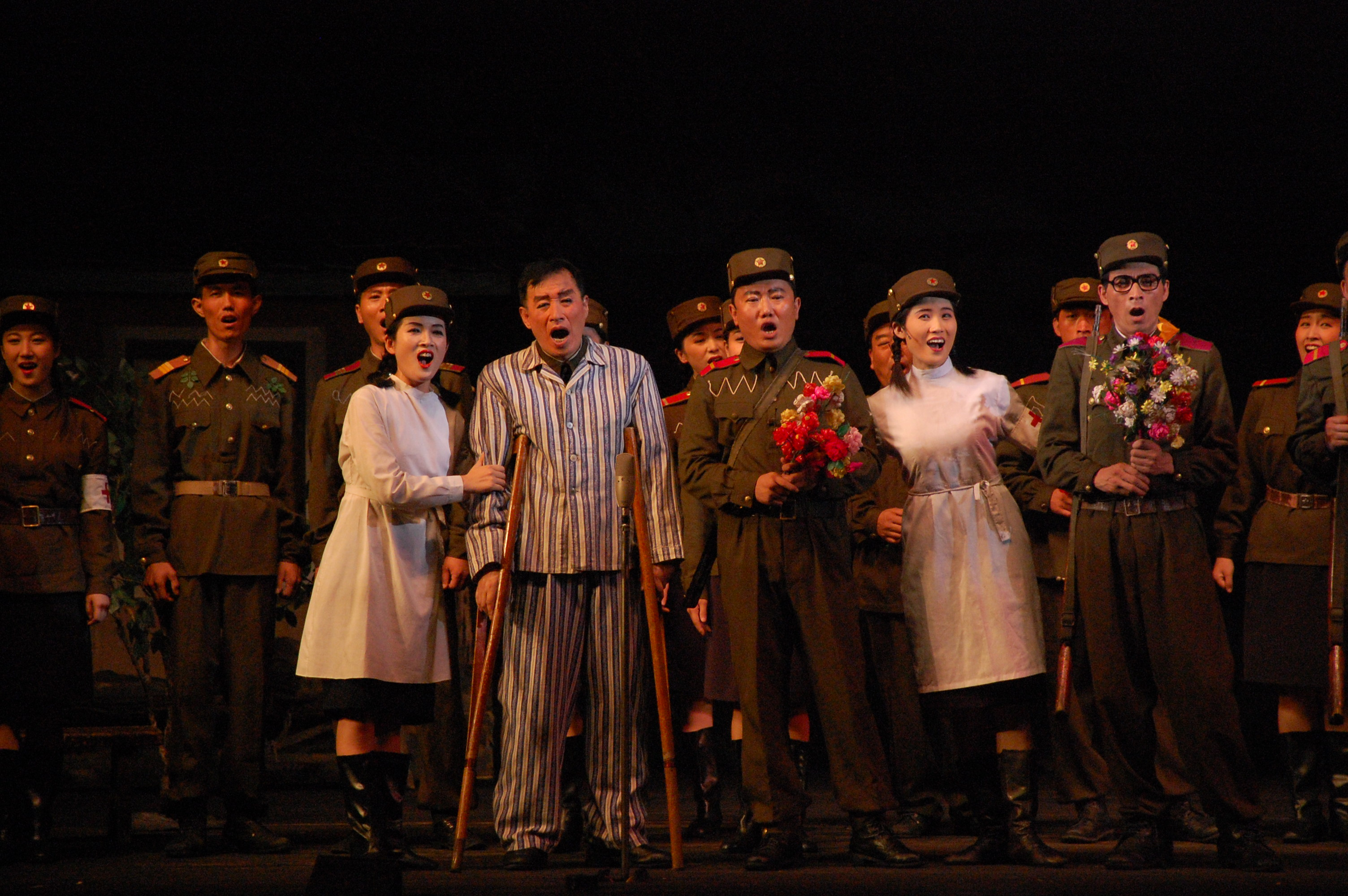
Forradalmi témájú színmű előadása a Phenjani Operaházban

Az észak-koreai zenének (hangul: 조선음악, Csoszon umak, handzsa: 朝鮮音樂, RR: Joseon eumak, ’koreai zene’) két főbb típusa van: a forradalmi zene (혁명음악, hjongmjong umak (hyeongmyeong eumak)), illetve a könnyűzene (경음악, kjongumak (kyeongeumak)).

## Forradalmi zene
A Koreai Néphadsereg különböző kórusai adják elő. Ezek a zeneszámok általában az imperializmus elleni küzdelemről, a győzelemről, illetve a hazafiasságról szólnak.
Példák:
- 불패의 무적강군 나간다 („Menetel a halhatatlan sereg”) YouTube-link
- 미제가 덤벼들면 죽음을 주리 („Halál az amerikai imperializmusra!”) YouTube-link
- 우리를 보라 („Nézz ránk!”) YouTube-link

## Könnyűzene
Ezeket az Unhaszu Zenekar, a Vangdzseszan Könnyűzenei Együttes, a Moranbong, a Chongbong Band, a Jun Iszang Zenekar, a Mansudae Art Troupe, illetve a hajdani Pocshonbo Elektronikus Együttes adja elő. Hangzásviláguk korszerűbb; előadóik elektromos hangszereket használnak. Témájuk változó: többnyire harcról, az iparról és a nép életéről szólnak.

## Külső hivatkozások
- 반갑습니다 („Örvendek”) YouTube-link
- 돌파하라 최첨단을 („Áttörés a gépvezérelt gépgyártásban (CNC-technológia)”) YouTube-link
- 공격전이다 („Roham, háború!”) YouTube-link
- 휘파람 („Füttyszó”) YouTube-link
- 더 높이 더 빨리 („Magasabbra, gyorsabban”) YouTube-link